# Podule (gromada)
Podule – dawna gromada, czyli najmniejsza jednostka podziału terytorialnego Polskiej Rzeczypospolitej Ludowej w latach 1954–1972.
Gromady, z gromadzkimi radami narodowymi (GRN) jako organami władzy najniższego stopnia na wsi, funkcjonowały od reformy reorganizującej administrację wiejską przeprowadzonej jesienią 1954 do momentu ich zniesienia z dniem 1 stycznia 1973, tym samym wypierając organizację gminną w latach 1954–1972.
Gromadę Podule siedzibą GRN we Podulach utworzono – jako jedną z 8759 gromad na obszarze Polski – w powiecie łaskim w woj. łódzkim, na mocy uchwały nr 31/54 WRN w Łodzi z dnia 4 października 1954. W skład jednostki weszły obszary dotychczasowych gromad Górki Grabińskie, Kalinowa, Ligota, Podule i Sobiepany ze zniesionej gminy Sędziejowice w tymże powiecie. Dla gromady ustalono 14 członków gromadzkiej rady narodowej.
Gromadę zniesiono 31 grudnia 1959, a jej obszar włączono do gromad Widawa (wieś, kolonię i parcelę Kalinowa, wieś i PGR Ligota, wieś Górki Grabińskie oraz kolonie Górki Grabińskie I i II) i Sędziejowice (wieś i parcelę Podule oraz wieś i kolonię Sobiepany).